# 永作あいり
永作 あいり（ながさく あいり、1988年3月17日 - ）は、日本の歌手、元グラビアアイドル、元レースクイーン。
茨城県出身。元ワンエイトプロモーション所属。2017年5月1日以降の所属先はアニミックスミュージック。夫はお笑いタレントのギフト☆矢野。

## 来歴
6歳の時に子役としてデビューし、以降、舞台・グラビアを中心に活動する。テレビ番組に出演したほか、レースクイーンとしても活動した。2007年には、アイドルユニットVENUSの一員としてKONAN、安藤悠美、つばきあみと共に活動していた。さらに2009年4月、テレビ東京系列のおねだり!!マスカットにレギュラー出演を果たすと、マスカットシリーズから派生したアイドルグループ・恵比寿マスカッツのメンバーとして活動した。

恵比寿マスカッツ解散後もグラビアアイドル、舞台、「AiLi」としての音楽活動など多方面で活動する。
2015年10月より2016年5月までテレビ番組「特捜警察ジャンポリス」（テレビ東京）内の企画『「背すじをピン!と」プロジェクト』でギフト☆矢野と共に競技ダンスに挑戦した。2016年5月4日開催の第19回千葉県ダンススポーツ選手権大会「DSCJ1級戦ラテン」で優勝した。
2017年4月2日の自身のブログで、「AiLi」としての音楽活動に専念するため、同年4月末を以ってワンエイトプロモーションを退所するとともに、4月8日の撮影会を以ってグラビアアイドルを卒業することを報告した。4月8日、撮影会を卒業し、仕事における水着姿を永久封印したが、現在水着以外の撮影会は復活させている。
2020年10月1日、お笑いタレントのギフト☆矢野と結婚したことを自らのブログで発表した。

## 略歴
- 2005年、DVD『I-98』でグラビアデビュー[9]。
- 同年、2枚目のDVD『I will…』をリリース[10]。
- 2008年、DVD『ロスト・ヴァージン』をリリースし、オートサロンイメージガールA-classの一人に選ばれた[2]。
- 2009年には『あそこをお掃除しちゃうぞ！』[11]、2010年には『あふるる』をリリースする[12]。
- 2009年にテレ朝チャンネルの上田ちゃんネルにおいて、上田ちゃんネルから生まれたアイドルユニット・パピーマウスとして、「ずっとこのままで」という曲をネット配信した[13]。パピーマウスは3人編成で永作の他に向井伊希子と藤崎まやが参加していた。
- 2011年、『エロチカ』[14]と『欲情ラヴァーズ』をリリース[15]。2012年、10枚目のDVD『転校生』をリリースした[16]。

## 「AiLi」としての音楽活動
2013年11月29日に池袋サンシャインシティ噴水広場で行われた「Sunshine Street Stage Vol.43」に出演、「AiLi」として音楽活動を開始した。12月31日に池袋ONLY YOUで行われた「New Years Eve 2013-2014」にてオリジナル曲「ハバタクヒマデ…」が初披露された。

2014年3月29日に渋谷Gladで初のワンマンライブ『START-001』を開催した。2014年は4回のワンマンライブ開催をはじめ、東京を中心に仙台・名古屋・北九州など各地で50回以上のライブに出演した。
2015年6月1日の渋谷Gladで開催された「CROSS×OVER vol.5」にてライブ出演100回を達成し、それを記念して同年7月26日に四谷Live inn MAGICにて『AiLi カバー祭り〜百式〜』を、8月15日には初となる大阪でのワンマンライブ「AiLi LIVE『百式in大阪〜ひとりでやって委員会〜』」を開催した。同年12月26日に開催された6回目のワンマンライブ『Call-006』では自身が目標に掲げていたチケット完売を達成。
2016年下半期には東京でのライブ出演と並行して関東地方以外の各地方（愛知・新潟・北海道など）へ毎月遠征を実施した。
2015年9月より声優、アイドル、アーティストによるアニソンカバーライブ「ANi*MiX LiVE」を主催として毎月開催している。毎月の通常開催の他、2016年9月には昼夜2部制の「ANi*MiX FES祭・宴」、同年10月9日には第4回アニ玉祭で「ANi*MiX LiVE in アニ玉祭」も開催している。
2021年4月7日に平和島競艇場・BOATRACE平和島PROJECT「モータークイーン」の主題歌『Motor Spirits』を発表した。同ラジオドラマのキャラクターである立花静香のCVも務める。またキャラクターソング『My Dream/平和島こむぎ』『スミレ/大森とあ』『Shiny Day/京浜ふたば』『トリカゴ/大國けやき』『Happy Life/昭和島ナツ』『同じ時間を感じて/鈴ヶ森いこの』『風車/立花静香』の作詞・作曲を担当した。立花静香のキャラクターソング『風車』では自ら歌声を披露している。
2022年2月8日にメンバーシップ「AiLi村」を開設した。
2023年11月29日に10周年ワンマンライブ「AiLi 10th Anniversary LiVE～Bright Future～」を開催した。

## 人物
- 趣味はお笑いビデオ鑑賞[27]。
- DARA（蒼井そら、川村りか、一般人リナとのプライベートユニット）メンバー

### ワンマンライブ
- 1st LIVE『START-001』（2014年3月29日、渋谷・Glad）
- 2nd LIVE『Diva-002』（2014年6月29日、六本木・BeeHive）
- 3rd LIVE『PINE-003』in isesaki（2014年8月17日、伊勢崎・kennysCafe)
- 4th LIVE『Cord-004』（2014年12月20日、渋谷・Glad)
- 5th LIVE『Oath-005』（2015年3月1日、渋谷・CLUB asia）
- 『AiLi カバー祭り〜百式〜』（2015年7月26日、四谷・Live inn MAGIC）
- AiLi LIVE『百式in大阪〜ひとりでやって委員会〜』（2015年8月15日、大阪・LIVE SQUARE 2nd LINE）
- 6th LIVE『Call-006』（2015年12月26日、渋谷・CLUB asia）
- 7th LIVE『Sing-007 -acoustic-』（2016年6月18日、原宿・STROBE CAFE）
- 8th LIVE『Bitter Sweet Honey-008』（2016年12月17日、渋谷・CLUB asia）
- 9th LIVE『ReReRe☆Listen』（2017年11月18日、原宿・アストロホールアストロホール）

## 作品（永作あいり）
VENUSの項も参照のこと。

### イメージDVD
1. I-98（イーネット・フロンティア、2005年4月22日）
2. I will…（日本メディアサプライ、2005年8月19日）
3. Diary あいり17歳（ぶんか社、2006年5月26日）
4. ロスト・ヴァージン（竹書房、2008年6月20日）
5. SURE（オルスタックピクチャーズ、2008年12月26日）
6. あそこをお掃除しちゃうぞ!（リバプール、2009年11月27日）
7. あふるる（トリコ、2010年2月20日）
8. エロチカ（マックス、2011年7月5日）
9. 欲情ラヴァーズ（イーネット・フロンティア、2011年9月22日）
10. 転校生（エアーコントロール、2012年3月25日）
11. デカメロン（グラッソ、2012年9月28日）
12. 風船（グラッソ、2013年10月25日）
13. あいりパイ（グラッソ、2014年4月25日）

### オリジナルビデオ
- RQ360Compilation2・08'（マジカル、2008年10月29日）コンピレーション
- セクシースパイ大作戦 -SEXY SPY OPERATION-（RMQプロジェクト、2009年7月15日）
- 初体験 -は・つ・た・い・け・ん-（RMQプロジェクト、2009年7月15日）上記の番外編
- 巨大ヒロイン 宇宙少女伝説 シャウティス 前編（ZENピクチャーズ、2009年10月23日）
- 巨大ヒロイン 宇宙少女伝説 シャウティス 後編（ZENピクチャーズ、2009年11月13日）
- 聖宝戦隊ジュエルファイブ 前編（ZENピクチャーズ、2009年11月27日）
- 聖宝戦隊ジュエルファイブ 前編（ZENピクチャーズ、2009年12月11日）
- 催眠遊戯 〜アイドール永作あいり with KONAN〜（RMQプロジェクト、2010年1月1日）
- 催眠遊戯 〜アイドールKONAN with 永作あいり〜（RMQプロジェクト、2010年1月1日）

### ライブDVD
- 恵比寿マスカッツ殺人事件〜歌って踊って殺されて〜THE 1st STAGE（2010年12月8日、ユニバーサルミュージック）
- 恵比寿マスカッツ全国CAMP『そうだ!みんなで野音に行こう』（2011年12月7日、ユニバーサルミュージック）
- 恵比寿マスカッツ卒業式『女の花道』〜伝説の解散コンサート〜（2013年7月31日、ポニーキャニオン）

### 一般DVD
- 24時間かすみレディオ2013 DVD-BOX（つくばテレビ、2014）

### CD
A-class
- TOKYO AUTOSALON 2009 presents EVOLUTION #05 （avex trax、2008年12月17日）「OPEN YOUR EYES」収録
- TOKYO AUTOSALON 2010 presents EVOLUTION #06 （avex trax、2009年12月16日）「Get Ready!」「BABY GET MY FIRE TONITE」収録

恵比寿マスカッツ
シングル
- バナナ・マンゴー・ハイスクール／12の34で泣いて with 涙四姉妹（2010年2月17日、ユニバーサルミュージック）
- チヨコレイト／かわいい甲子園（2010年12月8日、ユニバーサルミュージック）
- スプリングホリデー／口ゲンカしないで♪（2011年3月16日、ユニバーサルミュージック）
- ロッポンポン☆ファンタジー（2011年10月12日、ユニバーサルミュージック）
- ハニーとラップ♪（2012年3月28日、ポニーキャニオン）
- 親不孝ベイベー（2012年6月27日、ポニーキャニオン）
- 逆走♡アイドル（2012年10月31日、ポニーキャニオン）
- ABAYO（2013年3月6日、ポニーキャニオン）

アルバム
- ザ マスカッツ〜ハリウッドからこんにちは〜（2011年5月25日、ユニバーサルミュージック）
- 卒業アルバム（2013年4月3日、ポニーキャニオン）

### 写真集
- こぼるる（2009年7月18日、双葉社、撮影:野澤亘伸）ISBN 978-4575301489

## 作品（AiLi）

### CD
AiLiのCDはライブ会場での物販または通信販売で入手が可能。一部販売終了および通販未対応のものがある。
　シングル
- 『ハバタクヒマデ…』（2014年）
- 『Just believe』（2014年）
- 『サヨナラ雨』（2015年）
- 『Answer』（2015年）
- 『ススメ！』（2017年）
- 『STAND UP』（2017年）

　アルバム
- 『Crystal』（2014年）
- 『LINK』（2016年）
- 『J-POP de EDM 神話』（キングレコード、2014年9月17日） - コンピレーション・アルバム。全23曲中「亜麻色の髪の乙女」「I LOVE YOU」をカバー。
- 『Re:BiRTH』（2018年）

### デジタルリリース
CD シングル
- 『大キライ』（2019年）
- 『キラリ』（2019年）
- 『Bright Future』（2023年）[29]。
- 『変わらない愛』（2023年）

CD アルバム
- 『LIFE is...』（2021年）

### DVD
- 「AiLi Second LIVE『DiVa-002』〜20th Anniversary Year〜」（2014年）
- 「AiLi 6th oneman LIVE『Call-006』」（2016年）

### その他
- 『Sweet Anniversary』KONAMIのアミューズメント用音楽ゲーム『GITADORA NEX+AGE GST』に収録（2020年）
- 『素直な気持ち』KONAMIのアミューズメント用音楽ゲーム『GITADORA HIGH-VOLTAGE GST』に収録（2021年）
- 『Motor Spirits』ボートレース平和島　MOTOR QUEEN テーマソング（2022年）
- 『風車』ボートレース平和島　MOTOR QUEEN 「海月女子学園ボートレース部」元顧問 立花 静香 先生キャラクターソング（2022年）
- 『ロマンティックのかけら』KONAMIのアミューズメント用音楽ゲーム『GITADORA FUZZ-UP』に収録（2022年）

## 出演

### テレビドラマ
- モテキ 第5・6話（2010年8月13日・8月20日、テレビ東京）
- 業界LOVE STORY〜だからテレビはおもしろい〜（2011年5月4日、東海テレビ）

### バラエティ
- くりぃむしちゅーのたりらリでイキます!!（日本テレビ、2006年7月13日 - 2007年3月15日）レギュラー
- やりすぎコージー（テレビ東京、2007年7月 - 2008年10月）第6・7期やりすぎガール
- メルヘン（奈良テレビ、三重テレビ、2008年4月 - 10月）
- 世界まる見え!テレビ特捜部（日本テレビ、2009年3月2日 - 3月9日）アシスタント
- おねだり!!マスカット（テレビ東京、2009年4月7日 - 2010年3月29日）レギュラー
- 女子アナ水着ニュース（MONDO21）
- シックスハンターII 〜最強魂への道のり〜（テレビ愛知、2010年1月9日 - 2012年9月29日）
- ちょいとマスカット!（テレビ東京、2010年6月9日）
- おねだりマスカットDX!（テレビ東京、2010年10月6日 - 2011年9月28日）レギュラー
- おねだりマスカットSP!（テレビ東京、2011年10月5日 - 2013年3月30日）レギュラー
- 全力坂（テレビ朝日、2013年5月2日・2013年5月8日）
- 24時間かすみレディオ2013（2013年9月29日、エンタ!959）・・・共演：かすみ果穂ほか
- テリー伊藤の今夜も傾奇流！（BSフジ、2015年）
- 関ジャニの仕分け∞（テレビ朝日、2014年1月）
- 特捜警察ジャンポリス（テレビ東京）
  - 2014年10月31日
  - 2015年12月18日、2016年3月4日・25日・4月8日・22日・5月20日・6月3日・24日 - 「背すじをピン!と」プロジェクトに出演

### ラジオ
- まだまだゴチャ・まぜっ!〜集まれヤンヤン〜（MBSラジオ、2010年4月10日- 2011年4月9日）第2期ヤンヤンガールズ
- 栗山夢衣の初体験ラジオ「ちょ〜ふあんです。」（調布FM、2013年4月26日・2014年4月27日・2015年2月1日）
- THE CANVET presents AiLi! A LiFE!（調布FM、2015年12月6日）- AiLi初の冠番組ラジオ番組
- SCHOOL NINE（2015年12月9日、JFNC）

### 舞台
- ココ・スマイル2〜約束の金メダル〜（2000年8月3日、村松町さくらんど会館、8月9日 - 13日、新国立劇場小劇場） - ナル役
- GANG（2001年4月3日 - 4日、かめありリリオホール） - リリー役
- リボンの騎士（2002年8月30日 - 9月1日、新宿文化センター大ホール） - 主演・サファイア役
- 野菜とキュウリとごめんなさい（2010年8月10日 - 15日、神保町花月）
- たいよう（2011年4月20日 - 24日、神保町花月）
- 美しいこと（2011年6月21日 - 26日、SPACE107）
- 微熱（2011年7月31日 - 8月4日、神保町花月）
- ビーナスファンタジスタ（2012年8月29日 - 9月2日、赤坂RED/THEATER）
- ソラリネ。＃10『止むに止まれず！』（2013年10月30日 - 11月4日、上野ストアハウス） - 主演・鈴原あきら役（鈴チーム）
- 演劇ユニット3LDK第10回公演『カサブタかきむしれっ！』（2014年10月21日 - 10月26日、ザ・ポケット） - 主演・小島はるか役

### インターネット番組
- 勝ち抜き!アイドル天国!!ヌキ天（USEN、2008年7月23日、10月15日、11月12日、【過去の総集編】2009年9月30日）
- コイカツ　恋愛ノウハウトークライブvol.2（マシェリバラエティ、2011年9月9日）
- 小力の小部屋（マシェリバラエティ、2013年1月16日 - 2014年12月17日）隔週レギュラー
- ボートレース平和島こんせいそんのスタジオ生放送!（ニコニコ生放送・YouTube Live・平和島競艇場公式チャンネル）（不定期出演）

### その他
- Honda 「エネポ」インフォマーシャル（2010年）
- DAM (カラオケ) 「愛が生まれた日」「今夜は離さない」「居酒屋[30]」（バーチャルカラオケ）

## レースクイーン、イメージガール
- 2007年: SUPER GT「Team machレースクイーン」
- 2008年: SUPER GT「Team mach車検GAL」
- 2009年 - 2010年: オートサロンイメージガール「A-class」